# ラッキベツ岬
ラッキベツ岬（ラッキベツみさき、英語: Rakkibetsu-misaki、ロシア語: Мыс Раккибецу）は、千島列島南部にある択捉島の最東端の岬である。北緯45度30分31.88秒 東経148度53分34.13秒 / 北緯45.5088556度 東経148.8928139度に位置する。ラッキベツ岬が含まれる択捉島は北方地域（いわゆる北方領土）に属し、日本政府は自国固有の領土であるとの立場をとっているが、第二次世界大戦末期にソビエト社会主義共和国連邦に占領され、2023年現在でも同連邦を引き継いだロシア連邦による占拠が続いている。

## 地理
ラッキベツ岬は、日本側の行政区分では北海道蘂取郡蘂取村（根室振興局管内）に属し、ロシア連邦側の行政区分では極東連邦管区サハリン州クリル管区に属している。ラッキベツ岬は北海道全体で見ても最東端に位置する。なお、日本の実効支配が及ぶ場所に限れば、北海道最東端は根室市にある納沙布岬である。
ラッキベツ岬は、択捉島並びに日本が領有を主張する地域で最北端のカムイワッカ岬から東南東に12kmの場所に位置する。また、ラッキベツ岬の北北西1kmほどの場所には、落差140mのラッキベツの滝が、同岬の西南西2.7kmの場所には、標高1199mのラッキベツ岳、同岬の北北西2.3kmの場所にはラッキベツ漁場がある。なお、ラッキベツの滝は、日本一落差の大きい滝である。